# Font del Carme (Vilafranca del Penedès)
La Font del Carme és un monument de Vilafranca del Penedès (Alt Penedès), catalogat com a bé cultural d'interès local.

## Història i descripció
Va ser construïda l'any 1944 com a monument commemoratiu de l'antic convent de monges de clausura del Carme o de les Carmelites, enderrocat el juliol del 1936.
És una font pública d'un sol broc i d'una sola pica. Està adossada a dos paraments octogonals. El plafó central de rajoles de ceràmica amb la imatge de la Mare de Déu del Carme és obra del ceramista Joan Baptista Guivernau, i el coronament té l'escut de Vilafranca del Penedès. Mostra un llenguatge academicista.